# Oleksandr Alijev
Oleksandr Oleksandrovyč Alijev (in ucraino Олександр Олександрович Алієв?; Chabarovsk, 3 febbraio 1985) è un allenatore di calcio ed ex calciatore ucraino, di ruolo centrocampista.

## Caratteristiche tecniche
Trequartista o seconda punta, dotato di un tiro molto forte anche dalla distanza che lo rende micidiale sui calci di punizione da qualsiasi posizione.

## Carriera
Nella stagione 2008-2009 si è rivelato un importante elemento della Dinamo Kiev che ha conquistato il campionato ucraino e che ha raggiunto le semifinali di Coppa UEFA venendo eliminata dai connazionali dello Šachtar poi vincitori.
Alijev si è messo particolarmente in mostra durante il Campionato mondiale di calcio Under-20 2005 disputato nei Paesi Bassi, segnando 5 gol (tra cui un calcio di punizione da metà campo contro la Turchia) nelle prime tre partite della fase a gironi. La squadra, qualificatasi agli ottavi di finale, è stata poi eliminata per 1-0 dai pari età della Nigeria. Chiuderà la competizione come vice-caponnoniere con 5 reti, una in meno di Lionel Messi.
Successivamente ha disputato con l'under 21 il Campionato europeo under-21 del 2006 in Portogallo, grazie alla vittoria contro i Paesi Bassi la squadra arriva seconda nel girone e elimina una formazione più blasonata come l'Italia. Dopo aver battuto la Serbia e Montenegro arrivano fino alla finale perdendo però questa volta contro i Paesi Bassi.
Il 6 settembre 2008 ha fatto il suo esordio in Nazionale maggiore cominciando da titolare la partita contro la Bielorussia, venendo poi sostituito al 60' minuto di gioco da Maksym Kalynychenko.
Il 28 agosto 2024 pubblica un video sul suo profilo Instagram, dove incita le forze armate ucraine a uccidere soldati e civili russi nella regione di Kursk.
Subito viene denunciato dalla Russia secondo la legislazione vigente.

## Palmarès

### Club

#### Competizioni nazionali
- Campionato ucraino: 2

Dinamo Kiev: 2006-2007, 2008-2009
- Coppa d'Ucraina: 2

Dinamo Kiev: 2005-2006, 2006-2007
- Supercoppa d'Ucraina: 4

Dinamo Kiev: 2006, 2007, 2009, 2011

### Individuale
- Capocannoniere della Perša Liha: 2

2003-2004 (15 reti), 2004-2005 (16 reti)
- Pallone d'argento del Mondiale under-20: 1

2005